# یواس‌اس ماگفورد (دی‌دی-۳۸۹)
یواس‌اس ماگفورد (دی‌دی-۳۸۹) (به انگلیسی: USS Mugford (DD-389)) یک کشتی بود که طول آن ۳۴۱ فوت ۸ اینچ (۱۰۴٫۱۴ متر) بود. این کشتی در سال ۱۹۳۶ ساخته شد.